# Bố ơi, mình đi đâu thế? (phiên bản Trung Quốc)
Bố ơi, mình đi đâu thế?. Tên tiếng Trung 爸爸去哪儿. Phiên âm: Bàba qù nǎ'r. Là một chương trình thực tế của đài truyền hình Hồ Nam (Trung Quốc) mua bản quyền từ show cùng tên của Hàn Quốc. «Bố ơi, mình đi đâu thế?» của Trung Quốc được chia làm nhiều mùa khác nhau cùng với sự thay đổi đội hình sau vài chặng ghi hình. Sau ba mùa lên sóng trên đài truyền hình Hồ Nam, thì trong hai năm gần đây, chương trình đã chuyển sang hình thức chiếu mạng trên Mango TV. Chương trình bắt đầu ghi hình năm 2014.

## Thành viên tham gia

### Mùa 1
| Bố              | Bố         | Bố                     | Con                               | Con      | Con        |
| --------------- | ---------- | ---------------------- | --------------------------------- | -------- | ---------- |
| Tên             | Tuổi       | Nghề nghiệp            | Tên                               | Tên      | Tuổi       |
| Quách Đào       | 17/12/1969 | diễn viên              | Thạch Đầu (Quách Tử Duệ)          | con trai | 26/02/2007 |
| Vương Nhạc Luân | 27/09/1973 | đạo diễn               | Angela Điềm Điềm (Vương Thi Linh) | con gái  | 13/10/2009 |
| Lâm Chí Dĩnh    | 15/10/1974 | diễn viên, đua xe      | Tiểu Tiểu Chí (Kimi Lâm)          | con trai | 15/09/2009 |
| Điền Lượng      | 27/08/1979 | vận động viên nhảy cầu | Cindy Sâm Điệp (Điền Vũ Tranh)    | con gái  | 15/04/2008 |
| Trương Lượng    | 26/03/1982 | người mẫu, diễn viên   | Thiên Thiên (Trương Duyệt Hiên)   | con trai | 12/11/2007 |

### Mùa 2
| Bố          | Bố         | Bố                                             | Con                                            | Con                 | Con                   |
| ----------- | ---------- | ---------------------------------------------- | ---------------------------------------------- | ------------------- | --------------------- |
| Tên         | Tuổi       | Nghề nghiệp                                    | Tên                                            | Tên                 | Tuổi                  |
| Ngô Trấn Vũ | 21/12/1961 | diễn viên, đạo diễn                            | Feynman                                        | con trai            | 27/09/2008            |
| Huỳnh Lỗi   | 06/12/1971 | diễn viên, giáo viên, đạo diễn, nhà văn, ca sĩ | Đa Đa (Huỳnh Ức Từ)                            | con gái             | 06/02/2006            |
| Lục Nghị    | 06/01/1976 | diễn viên, ca sĩ                               | Bối Nhi (Lục Vũ Huyên)                         | con gái             | 26/10/2008            |
| Tào Cách    | 09/07/1979 | ca sĩ, nhà soạn nhạc                           | Joe (Tào Tam Phong) & Grace Tỷ Tỷ (Tào Hoa Ân) | con trai và con gái | 21/08/2008 24/09/2010 |
| Dương Uy    | 08/02/1980 | nhà thể thao                                   | Dương Dương Dương (Dương Văn Xương)            | con trai            | 06/11/2009            |

### Mùa 3
| Bố              | Bố         | Bố                    | Con                                       | Con      | Con        |
| --------------- | ---------- | --------------------- | ----------------------------------------- | -------- | ---------- |
| Tên             | Tuổi       | Nghề nghiệp           | Tên                                       | Tên      | Tuổi       |
| Hồ Quân         | 18/03/1968 | diễn viên             | Hồ Hạo Khang                              | con trai | 11/11/2008 |
| Lâm Vĩnh Kiện   | 14/02/1970 | diễn viên             | Lâm Đại Tuấn                              | con trai | 25/08/2010 |
| Hạ Khắc Lập     | 06/02/1972 | MC                    | Poppy Hạ Thiên                            | con gái  | 02/12/2009 |
| Lưu Diệp        | 23/03/1978 | diễn viên             | Noé Lưu Nặc Nhất                          | con trai | 10/10/2010 |
| Lưu Diệp        | 23/03/1978 | diễn viên             | Nina Lưu Nghê Na (chặng 3, 6)             | con gái  | 22/01/2012 |
| Trâu Thị Minh   | 18/05/1981 | vận động viên đấm bốc | Trâu Minh Hiên                            | con trai | 27/06/2011 |
| Trâu Thị Minh   | 18/05/1981 | vận động viên đấm bốc | Trâu Minh Hạo (chặng 4)                   | con trai | 18/08/2013 |
| Vương Bảo Cường | 29/04/1984 | diễn viên             | Na Na (Vương Tử San) [bắt đầu từ chặng 5) | con gái  | 28/10/2011 |

### Mùa 4
| Bố               | Bố         | Bố                                | Con                                         | Con      | Con        |
| ---------------- | ---------- | --------------------------------- | ------------------------------------------- | -------- | ---------- |
| Tên              | Tuổi       | Nghề nghiệp                       | Tên                                         | Tên      | Tuổi       |
| Thái Quốc Khánh  | 17/09/1968 | ca sĩ                             | Khánh Khánh (Thái Hiên Chính)               | con trai | 15/04/2011 |
| Sa Dật           | 15/02/1978 | diễn viên                         | An Cát (Sa Tuấn Bác)                        | con trai | 16/07/2011 |
| Sa Dật           | 15/02/1978 | diễn viên                         | Nemo Tiểu Ngư Nhi (Sa Tuấn Lương) [chặng 2] | con trai | 19/08/2014 |
| Điền Lượng       | 27/08/1979 | vận động viên nhảy cầu            | Tiểu Lượng Tử (Điền Thần Vũ)                | con trai | 08/11/2011 |
| Trương Luân Thạc | 09/07/1982 | diễn viên, ca sĩ                  | Cayla Khảo Lạp (Nghiêm Trĩ Lăng)            | con gái  | 06/02/2010 |
| Hwang Chi Yeul   | 03/12/1982 | ca sĩ                             | Lý Diệc Hàng                                | con trai | 28/05/2011 |
| Hướng Tá         | 20/07/1984 | diễn viên                         | Lý Diệc Hàng                                | con trai | 28/05/2011 |
| Đổng Lực         | 23/08/1993 | vận động viên đấu kiếm, diễn viên | Arale Thôi Nhã Hàm                          | con gái  | 01/12/2012 |

### Mùa 5
| Bố             | Bố         | Bố                          | Con                                    | Con      | Con        |
| -------------- | ---------- | --------------------------- | -------------------------------------- | -------- | ---------- |
| Tên            | Tuổi       | Nghề nghiệp                 | Tên                                    | Tên      | Tuổi       |
| Trần Tiểu Xuân | 08/07/1967 | diễn viên, ca sĩ            | Jasper Tiểu Tiểu Xuân (Trần Dận Tiệp)  | con trai | 01/07/2013 |
| Lưu Canh Hoành | 07/10/1972 | ca sĩ, nhà soạn nhạc        | Tiểu Bao Phù (Lưu Vũ Phù)              | con gái  | 22/07/2013 |
| Ngô Tôn        | 10/10/1979 | diễn viên, ca sĩ, người mẫu | Nei Nei (Ngô Hân Di)                   | con gái  | 10/10/2010 |
| Ngô Tôn        | 10/10/1979 | diễn viên, ca sĩ, người mẫu | Max (Ngô Kỳ Mãn)                       | con trai | 11/10/2013 |
| Đỗ Giang       | 10/09/1985 | diễn viên                   | Ah Ha (Đỗ Vũ Kỳ)                       | con trai | 19/09/2013 |
| Đặng Luân      | 21/10/1992 | diễn viên                   | Tiểu Sơn Trúc (Măng Cụt Nhỏ) (Kỷ Mỹ Y) | con gái  | 19/09/2012 |

### Mùa 6
| Bố             | Bố         | Bố                   | Con                                         | Con              | Con        |
| -------------- | ---------- | -------------------- | ------------------------------------------- | ---------------- | ---------- |
| Tên            | Tuổi       | Nghề nghiệp          | Tên                                         | Tên              | Tuổi       |
| Trần Tiểu Xuân | 08/07/1967 | diễn viên, ca sĩ     | Jasper Tiểu Tiểu Xuân (Trần Dận Tiệp)       | con trai         | 01/07/2013 |
| Cảnh Lạc       | 18/11/1974 | ca sĩ, nhà soạn nhạc | Đa Đa (Lạc Na Đa)                           | con trai         | 2015       |
| Dương Thước    | 02/01/1983 | diễn viên,           | Tiểu Mao Lừa (Dương Vũ Thần)                | con trai         | 2011       |
| Dương Thước    | 02/01/1983 | diễn viên,           | Dương Vũ Hy                                 | con gái          | 2016       |
| Bao Bối Nhĩ    | 03/05/1984 | diễn viên            | Giảo Tử (Bao Khả Ngãi)                      | con gái          | 2015       |
| Hà Du Quân     | 12/01/1995 |                      | Lý Vân Hiên (anh trai) Lý Vân Đồng (em gái) | long phượng thai | 2012       |
| Tất Văn Quân   | 21/11/1997 | ca sĩ                | Lý Vân Hiên (anh trai) Lý Vân Đồng (em gái) | long phượng thai | 2012       |
| Phạm Thừa Thừa | 16/06/2000 | ca sĩ                | Lý Vân Hiên (anh trai) Lý Vân Đồng (em gái) | long phượng thai | 2012       |

## Địa điểm

### Mùa 1
| Chặng        | Địa danh                                                                                  | Địa danh                                         |
| ------------ | ----------------------------------------------------------------------------------------- | ------------------------------------------------ |
| Chặng        | Vị trí                                                                                    | Đặc trưng địa lý                                 |
| 1            | thôn Linh Thủy (Môn Đầu Câu - Bắc Kinh)                                                   | một thôn thuộc phía Bắc Trung Quốc               |
| 2            | sa mạc Đằng Cách Lý (Trung Vệ - khu tự trị dân tộc Hồi Ninh Hạ)                           | sa mạc thuộc phía Tây Bắc Trung Quốc             |
| 3            | Phổ Giả Hắc (huyện Khâu Bắc - châu tự trị Văn Sơn - Vân Nam)                              | hang động đá vôi thuộc phía Tây Nam Trung Quốc   |
| 4            | đảo Chim Hót (Vinh Thành - Uy Hải - tỉnh Sơn Đông)                                        | một đảo thuộc phía Đông Trung Quốc               |
| 5            | thôn Bạch Tự - thị trấn Phúc Thọ (huyện Bình Giang, Nhạc Dương, tỉnh Hồ Nam)              | một vùng thuộc Đông Nam Trung Quốc               |
| 6            | Vương quốc Băng Tuyết (thành phố cấp huyện Hải Lâm - Mẫu Đơn Giang - tỉnh Hắc Long Giang) | một thôn thuộc phía Đông Bắc Trung Quốc          |
| Bản điện ảnh | Vườn bách thú hoang dã Hương Giang (quận Phiên Ngung - Quảng Châu - tỉnh Quảng Đông)      | một công viên bách thú thuộc Đông Nam Trung Quốc |

### Mùa 2
| Chặng        | Địa danh                                                               | Địa danh                                              |
| ------------ | ---------------------------------------------------------------------- | ----------------------------------------------------- |
| Chặng        | Vị trí                                                                 | Đặc trưng địa lý                                      |
| 1            | Thiên Khang (Vũ Long - thành phố Trùng Khánh)                          | thuộc phía Tây Nam Trung Quốc                         |
| 2            | thôn Tân Diệp (Kiến Đức - Hàng Châu - tỉnh Chiết Giang)                | thuộc phía Đông Trung Quốc                            |
| 3            | trại dân tộc Mèo (huyện Tịnh Châu, Hoài Hóa - tỉnh Hồ Nam)             | thuộc phía Nam Trung Quốc                             |
| 4            | thị trấn Hồng Khẩu (Đô Giang Yến - thành phố Thành Đô - tỉnh Tứ Xuyên) | lưu vực phía Tây Nam Trung Quốc                       |
| 5            | thảo nguyên Mông Cổ (Hồ Luân Bối Nhĩ - Mông Cổ)                        | thảo nguyên phía Bắc Trung Quốc                       |
| 6            | núi đá Hoàng Hà (huyện Cảnh Thái - Bạch Ngân, tỉnh Cam Túc)            | sa mạc phía Tây Bắc Trung Quốc                        |
| 7            | đảo Ngọc Đài Loan (Thụy Tuệ - huyện Hoa Liên - Đài Loan)               | nơi cư trú của dân tộc A Mỹ, thuộc phía Đông Đài Loan |
| 8            | Rotorua (đường Tamatia) (New Zealand)                                  | nơi cư trú của người Maori, phía Bắc New Zealand      |
| Bản điện ảnh | Viti (Fiji)                                                            | một hòn đảo phía Nam Thái Bình Dương                  |

### Mùa 3
| Chặng | Địa danh                                                               | Địa danh                                   |
| ----- | ---------------------------------------------------------------------- | ------------------------------------------ |
| Chặng | Vị trí                                                                 | Đặc trưng địa lý                           |
| 1     | thôn Vương Dương Oa (quận Tử Châu - thành phố Du Lâm - Thiểm Tây)      | cao nguyên phía Tây Bắc Trung Quốc         |
| 2     | thôn Tây Song Bản Nạp (huyện Mãnh Hải, Tây Song Bản Nạp, tỉnh Vân Nam) | rừng nhiệt đới thuộc Tây Nam Trung Quốc    |
| 3     | thôn Khách Gia (Thư Dương - huyện Nam Tịnh - tỉnh Phúc Kiến)           | thung lũng miền Nam Trung Quốc và Thổ Lầu  |
| 4     | Cảng Ếch Xanh (quận Cao Xương - Thổ Lỗ Phiên - Tân Cương)              | phía Tây Bắc Trung Quốc                    |
| 4     | nông trường Y Lợi (Urumqi)                                             | phía Tây Bắc Trung Quốc                    |
| 5     | trại Miêu, huyện Tuy Ninh, tỉnh Hồ Nam                                 | phía Nam Trung Quốc                        |
| 6     | thôn Bì Hạ (quận Thanh Nguyên, Cát An, tỉnh Giang Tây)                 | một thôn ở phía Đông Trung Quốc            |
| 7     | phim trường Hoành Điếm (Quận Đông Dương, Kim Hoa, tỉnh Chiết Giang)    | phim trường nổi tiếng tại tỉnh Chiết Giang |
| 8     | sông Margaret (Perth - Tây Úc)                                         |                                            |

### Mùa 4
| Chặng | Địa danh                                                                         | Địa danh         |
| ----- | -------------------------------------------------------------------------------- | ---------------- |
| Chặng | Vị trí                                                                           | Đặc trưng địa lý |
| 1     | thôn Bạch Ha Ba (Khách Nạp Tư - Tân Cương)                                       |                  |
| 2     | thôn Hồng Trạch Lâm (huyện Cổ Trượng - Sương Tây - tỉnh Hồ Nam)                  |                  |
| 3     | thôn Nam Trường (Sa Pha Đầu - Trung Vệ - Ninh Hạ)                                |                  |
| 4     | thành phố Kiến Thủy - tỉnh Vân Nam                                               |                  |
| 5     | thôn Trúc Kiều (Phù Châu - Giang Tây)                                            |                  |
| 6     | thôn Đào Sơn, khu kinh doanh gỗ Hắc Hà (sông Tiểu Hắc - Y Xuân - Hắc Long Giang) |                  |

### Mùa 5
| Chặng | Địa danh                                                                    | Địa danh         |
| ----- | --------------------------------------------------------------------------- | ---------------- |
| Chặng | Vị trí                                                                      | Đặc trưng địa lý |
| 1     | đảo Đông Tường, huyện Bình Đàm, tỉnh Phúc Kiến                              |                  |
| 2     | thành cổ Trương Bích và thành cổ Bình Dao, thành phố Giới Hưu, tỉnh Sơn Tây |                  |
| 3     | thôn Vũ Bổ Lỗ, thành phố Hưng Nghĩa, tỉnh Quý Châu                          |                  |
| 4     | thôn Nữu Nhân, sông Vô Sầu, huyện Phượng Hoàng, tỉnh Hồ Nam                 |                  |
| 5     | thôn Trát Ca Na, huyện Điệt Bộ, Cam Nam, tỉnh Cam Túc                       |                  |